# Hemisinus cubanianus
Hemisinus cubanianus là một loài ốc nước ngọt động vật thân mềm chân bụng trong họ Thiaridae.

## Phân bố
Hemisinus cubanianus là đặc hữu của Pinar del Río with scarce distribution in Cuba.